# Santiago Charamoni
Santiago Nicolás Charamoni Ferreira (Tacuarembó; Uruguay, 28 de enero de 1994) es un ex-futbolista uruguayo que jugaba como delantero centro. 

## Trayectoria
En sus inicios jugaba de "5" en el Sparta de Tacuarembó. A los 14 años se mudó a Montevideo para realizar las formativas en Defensor Sporting.
Debutó en primera, con 19 años, el 15 de septiembre de 2013, enfrentó a Fénix y ganaron 1 a 0 en el Franzini.
A comienzos del 2015 fue cedido a Atenas de San Carlos para que tenga minutos en Primera División.
El 22 de febrero de 2015, anotó su primer gol oficial, fue contra Danubio y ganaron 3 a 1.
Santiago tuvo un buen rendimiento, con 3 goles en 7 partidos jugados, siendo suplente en seis, pero Atenas descendió de categoría en la última fecha.
Regresó a Defensor Sporting, pero se integró a la Tercera División, jugó la temporada 2015/16 en la categoría.
Quedó libre del club y fue fichado por Central Español.
Posteriormente se incorporó al club de su ciudad natal, Tacuarembó Futbol Club hasta 2019.

## Selección nacional
En 2011, Santiago fue parte de la selección Sub-17 de Uruguay que jugó el mundial en México. Convirtió un gol con la Celeste y logró el segundo puesto al perder con el anfitrión 2 a 0.

### Participaciones en juveniles
| Competición                           | Sede   | Resultado  | Partidos | Goles |
| ------------------------------------- | ------ | ---------- | -------- | ----- |
| Copa Mundial de Fútbol Sub-17 de 2011 | México | Subcampeón | 4        | 1     |

## Estadísticas
Actualizado al 27 de mayo de 2017.
Último partido citado: Cerrito 1 - 0 Tacuarembó
| Club                        | Div.          | Temporada     | Liga  | Liga  | Copas nacionales | Copas nacionales | Torneos internacionales | Torneos internacionales | Total | Total |
| Club                        | Div.          | Temporada     | Part. | Goles | Part.            | Goles            | Part.                   | Goles                   | Part. | Goles |
| --------------------------- | ------------- | ------------- | ----- | ----- | ---------------- | ---------------- | ----------------------- | ----------------------- | ----- | ----- |
| Defensor Sporting · Uruguay | 1ª            | 2013-14       | 2     | 0     | -                | -                | 0                       | 0                       | 2     | 0     |
| Defensor Sporting · Uruguay | Total club    | Total club    | 2     | 0     | 0                | 0                | 0                       | 0                       | 2     | 0     |
| Atenas · Uruguay            | 1ª            | 2014-15       | 7     | 3     | -                | -                | -                       | -                       | 7     | 3     |
| Atenas · Uruguay            | Total club    | Total club    | 7     | 3     | 0                | 0                | 0                       | 0                       | 7     | 3     |
| Central Español · Uruguay   | 2ª            | 2016          | 9     | 2     | -                | -                | -                       | -                       | 9     | 2     |
| Central Español · Uruguay   | Total club    | Total club    | 9     | 2     | 0                | 0                | 0                       | 0                       | 9     | 2     |
| Tacuarembó · Uruguay        | 2ª            | 2017          | 14    | 3     | -                | -                | -                       | -                       | 14    | 3     |
| Tacuarembó · Uruguay        | 2ª            | 2018          | 18    | 1     | -                | -                | -                       | -                       | 18    | 1     |
| Tacuarembó · Uruguay        | Total club    | Total club    | 32    | 4     | 0                | 0                | 0                       | 0                       | 32    | 4     |
| Total carrera               | Total carrera | Total carrera | 50    | 9     | 0                | 0                | 0                       | 0                       | 50    | 9     |

## Palmarés

### Otras distinciones
- Campeonato Uruguayo Sub-19: 2013